# Турска трета футболна лига
Трета лига е четвъртото ниво и най-ниската лига сред професионалните лиги в турския футбол. Състои се от 64 отбора на 4 групи от които първите 4 директно и още 2 след плейофи се класират Втора лига а отбори заели последните три места в 4-те групи отпадат в Регионалната аматьорска лига които са общо 12.

## Статус (2024-25)
Трета лига на TFF се играе в 4 групи с общо 16 отбора по двукръговата система на лигата.
В края на състезанията от двуокръжната лига в TFF 3-та лига, общо 12 отбора, включително отборите, завършили лигата на 14-то, 15-то и 16-то място в своите групи, изпадат в Регионалната аматьорска лига.
В Трета лига на TFF, отборите, които заемат първо място в своите групи в края на състезанията от двуокръжната лига, се промотират във Втора лига на TFF. В края на тези състезания, отборите, заели 2-ро, 3-то, 4-то, 5-то и 6-то място в своите групи, ще сформират отборите, които ще участват в плейофните състезания, където ще бъдат определени последните 2 отбора, които ще се класират за Втора лига на TFF. Плейофните състезания се състоят от мачове в рамките на групата и финални състезания.
Плейофи:
Вътрешногруповите плейофни мачове се играят в 3 кръга. Във всяка група отборите, завършили на 2-ро място, се класират директно за 3-ти кръг.
В първия кръг отборите, класирани на 3-то и 6-то място в своите групи, ще бъдат разделени по двойки, а отборите, класирани на 4-то и 5-то място в своите групи, ще бъдат разделени по двойки. Мачовете се играят на домакинския терен на отборите, класирани на 3-то и 4-то място, по системата на единичните елиминации.
Мачовете от 2-ри кръг се играят между отборите от 1-ви кръг в двете групи, по системата на двойните елиминации, като първият мач се играе у дома на отборите, завършили по-надолу в лигата. Отборите, които се класират в края на втория кръг на състезанията, продължават към третия кръг.
Мачовете от 3-тия кръг се играят между отборите, завършили лигата на 2-ро място, и отборите, класирали се от 2-ри кръг, по системата на двойните елиминации, като първият мач е у дома на отборите, класирали се от 2-ри кръг. Отборите, спечелили мачовете от 3-тия кръг, ще имат право да играят във финалния мач, който ще се играе на неутрален терен по системата „single-elimination“.
В плейофните състезания, ако броят на победите или равенствата е равен в края на два мача, отборът, който отбеляза повече голове в общия брой, продължава напред. Ако отбелязаните голове са равни, в края на втория мач ще се играят две петнадесетминутни продължения. Ако резултатът остане равен по време на продълженията, победителят ще се определи чрез изпълнение на дузпи.
Финалните мачове ще се играят на неутрални терени, определени от TFF, по метода на единичните елиминации, между общо 4 отбора, по 1 от всяка група, която е успешна в резултат на вътрешногруповите плейофни мачове. Във финалните състезания, Група 1 и Група 2; Група 3 и Група 4 са съвпадащи. Ако редовното време на финалните мачове завърши наравно, се играят две петнадесетминутни продължения. Ако в продълженията не бъдат отбелязани голове, победителят ще се определи чрез изпълнение на дузпи. Двата отбора, които спечелят финалните мачове, ще бъдат промотирани във Втора лига на TFF.

## Настоящи отбори
Настоящите отбори към сезон 2020/21 са: